# Selección femenina de balonmano de Chile
La Selección femenina de balonmano de Chile es el equipo formado por jugadoras de nacionalidad chilena que representa a la Federación Chilena de Balonmano en las competiciones internacionales organizadas por la Federación Internacional de Balonmano (IHF), Federación Panamericana de Balonmano (PATHF) o el Comité Olímpico Internacional (COI).

## Palmarés
- Juegos Suramericanos
  -  Medalla de bronce (3): 2006, 2014 y 2018.
- Juegos Bolivarianos
  -  Medalla de plata (3): 2013, 2017, 2022.
- Campeonato Panamericano
  -  Medalla de bronce (1): 2009.